# Stumpfkrokodil
Das Stumpfkrokodil (Osteolaemus tetraspis) ist ein Vertreter aus der Familie der Echten Krokodile und bildet hier den einzigen rezenten Vertreter der Gattung Osteolaemus. Es ist im westlichen Afrika sowie in Zentralafrika zu Hause.

## Merkmale

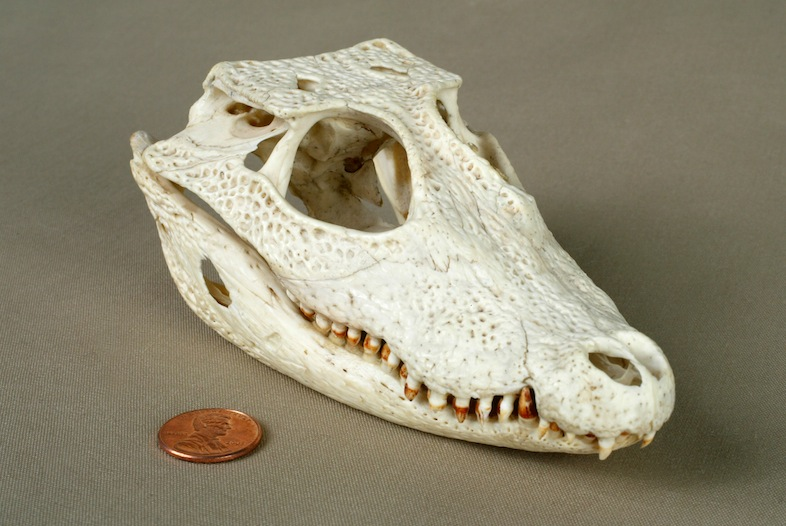
Schädel in der Dauerausstellung des Children’s Museum of Indianapolis

Das Stumpfkrokodil kann bis zu 190 cm lang werden und gehört damit zu den kleineren Krokodilarten. Seinen Namen hat es wegen seiner eher stumpfen (also kürzeren, breiteren, platten) Schnauze bekommen. Auffällig ist die starke Panzerung, die aus schweren Rücken- und Nackenplatten besteht. Auch die Augenlider sind verknöchert und die Bauch- und Seitenschilde sind durch Hautknochen verstärkt. Ausgewachsene Stumpfkrokodile sind einheitlich dunkel gefärbt, als Jungtiere besitzen sie eine Zeichnung aus schwarzen Querbändern sowie eine seitliche gelbe Zeichnung, der übrige Körper ist dunkelbraun.

## Verbreitung

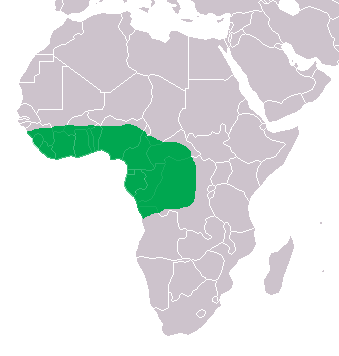
Verbreitung

Wie das Westafrikanische Panzerkrokodil (Mecistops cataphractus) lebt auch das Stumpfkrokodil im Westen Afrikas im Süßwasser und seine Verbreitung beschränkt sich hier auf die tropischen Bereiche. Heute nimmt man an, dass zwei große Populationen der Art existieren. Die erste lebt im Gebiet von Senegal bis Angola, die zweite von Nordost-Zaire bis nach Uganda, genauere Daten fehlen allerdings. Als Lebensraum bevorzugen diese Krokodile offenbar flache, langsam fließende Wasserläufe und Überschwemmungsflächen. Berichte über Funde im Brack- oder Salzwasser gibt es nicht.

## Lebensweise
Stumpfkrokodile leben vorwiegend in permanenten Tümpeln, in Sümpfen und in Regenwald-Gebieten mit langsam fließendem Süßwasser. Gelegentlich gibt es auch Berichte über Individuen in isolierten Savannentümpeln, wo während der Trockenzeit Erdlöcher besetzt werden. Das Stumpfkrokodil ist nachtaktiv. Es verbringt den größten Teil des Tages entweder in Höhlen, die vom Krokodil angelegt werden und deren Eingang unter der Wasseroberfläche liegen kann, oder unter Baumwurzeln. Die Krokodile tauchen normalerweise nachts auf und fressen entweder in der Nähe des Wassers oder auf dem Land, insbesondere in bedeckten und bewaldeten Gebieten.
Stumpfkrokodile leben außer zur Paarungszeit solitär. Weibliche Stumpfkrokodile bauen ihre Nisthügel zu Beginn der Regenzeit. Das in Wassernähe gelegene Nest besteht aus einem Haufen zusammen getragener, feuchter, verrottender Vegetation, auf dem die etwa 7 cm großen Eier durch die bei der Zersetzung des Pflanzenmaterials entstehenden Wärme bebrütet werden. Es wird eine geringe Anzahl von Eiern – etwa 10–20 – gelegt, wobei die Brutzeit 85 bis 105 Tage beträgt. Frisch geschlüpfte Jungtiere messen etwa 23–28 cm. Das Weibchen bewacht das Nest während der Brutzeit, und nach dem Schlupf, da die Jungtiere von einer Vielzahl von Raubtieren (Vögel, Fische, Säugetiere und Reptilien, einschließlich anderer Krokodile) gefressen werden können.

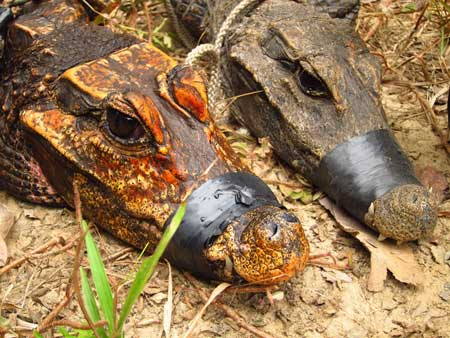
Links die orange gefärbte Höhlenform des Stumpfkrokodils im Vergleich zur oberirdisch lebenden Form

Die Nahrung der Stumpfkrokodile besteht hauptsächlich aus Weichschildkröten, Fischen, Krebstieren und Fröschen. Sie sind nachtaktive Jäger und verbringen anders als die meisten anderen Krokodile nur sehr wenig Zeit beim Sonnen.
In Gabun existieren in einem Höhlensystem eine besondere Klade von Stumpfkrokodilen. Diese wurden erst 2008 entdeckt. Sie sind fast blind, orange gefärbt und ernähren sich von Fledermäusen. Die Abspaltung der Population soll bereits vor einigen tausend Jahren erfolgt sein, der Genpool ist jedoch sehr klein, was für eine hohe Mutationsrate sorgt. Die Gesamtanzahl der Tiere wurde auf unter 50 Exemplare geschätzt.

## Systematik

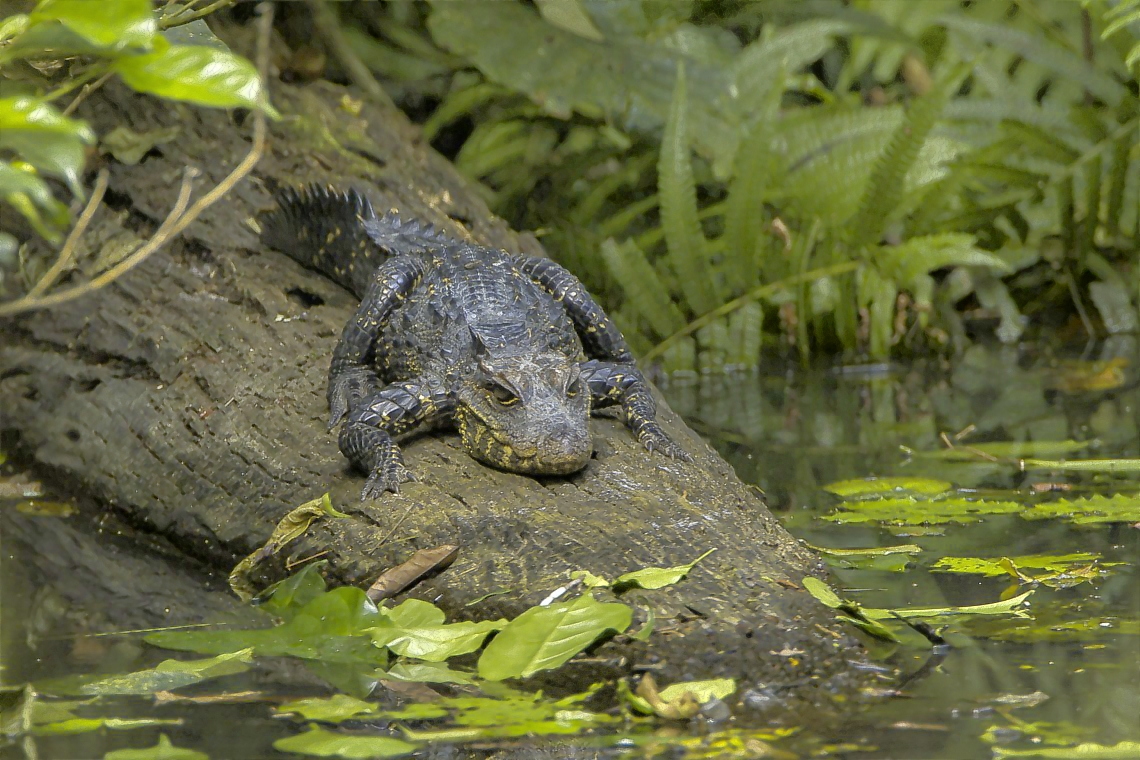
Jungtier des Westafrikanischen Stumpfkrokodils

Aufgrund einer Untersuchung auf molekularbiologischer Basis im Jahr 2009 besteht die bisher monotypische Gattung Osteolaemus aus drei Arten. Osteolaemus tetraspis soll nach dieser Untersuchung nur noch für die Population im Ogooué in Gabun gelten. Für die Tiere aus dem Stromgebiet des Kongo soll die wissenschaftliche Bezeichnung Osteolaemus osborni benutzt werden. Die Art wurde im Jahr 1919 durch den US-amerikanischen Herpetologen Karl Patterson Schmidt unter der Bezeichnung Osteoblepharon osborni wissenschaftlich beschrieben. Die westafrikanischen Krokodile der Gattung Osteolaemus sollen ebenfalls eine neue Art bilden, die bisher unbeschrieben ist.

## Gefährdung und Erhalt
In der Roten Liste gefährdeter Arten der IUCN wird das Stumpfkrokodil seit 1996 als gefährdet („VU/vulnerable“) geführt. Ein Populationstrend konnte nicht bestimmt werden.
Stumpfkrokodile werden häufig in Zoos gehalten und gezüchtet. Mit rund 90 Haltungen, von denen sich ca. 20 im deutschsprachigen Raum befinden, ist das Stumpfkrokodil heute in europäischen Zoos recht gut vertreten. Das Europäische Zuchtbuch wird am Zoo Leipzig geführt. Obwohl für die drei bekannten Osteolaemus-Formen Artstatus postuliert wird, sind 25–28 % der europäischen und der nordamerikanischen Zoopopulation Hybriden. Es wird angestrebt, in Zukunft reine Linien zu züchten und, wo nötig, Tiere zwischen EAZA- und AZA-Zoos auszutauschen.